# 目隠しチェス

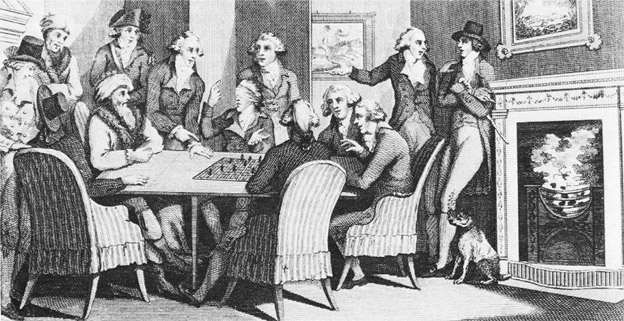
目隠しチェスを行うフィリドール

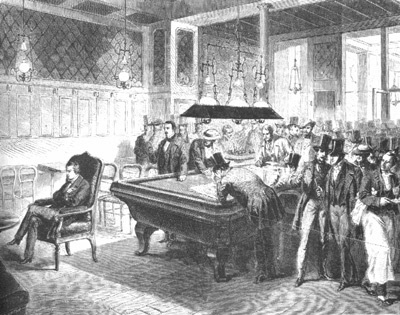
目隠しチェスを行うモーフィー

目隠しチェス（めかくしチェス、英: Blindfold chess）は、プレイヤーが脳内のチェスボードを用いて駒の位置を見られない状態で行うチェスの形式である。駒の動きは、棋譜を符号で述べることによって伝達される。
目隠しチェスは、長年の間、奇跡的なこととみなされてきたが、今日では、複数の目隠しチェスを同時に行う者もいる。同時目隠しチェスでは、通常、別の仲介者が双方の手を伝える。

## 初期の歴史
目隠しチェスは、チェスの歴史のかなり初期から行われていたと考えられ、サイード・イブン・ジュバイル（665年-714年）が中東で最初に行ったとも言われている。ヨーロッパでは、実力差がある場合のハンディキャップや優れた実力を見せつけること等を目的として行われた。
ハロルド・マレーは著書『チェスの歴史』(A History of Chess) の中で、2人の中央アジア人が並んで馬に乗って盤と駒を使わずにチェスをする様子を記録している。
ヨーロッパで最初の目隠しチェスのイベントは、1266年にフィレンツェで行われた。1783年には、フランスのフランソワ＝アンドレ・ダニカン・フィリドールが3人を相手に同時に目隠しチェスを行い、新聞が報じた。フィリドールは眠れない時にベッドの中で盤を想像することで、ひとりでに目隠しチェスができるようになった。
1858年には、ポール・モーフィーがパリで最も強い8人のプレイヤーと目隠しチェスのエキシビジョンを行い、6勝2引分けと圧倒した。他に、初期の目隠しチェスの名人には、ルイス・パウルセン、ジョゼフ・ブラックバーン（最大16人と同時に目隠しチェスを行った）、初代世界チャンピオンのヴィルヘルム・シュタイニッツ（1867年にダンディーで6人と同時に目隠しチェスを行い、3勝3引分けだった）等がいる。

## 20世紀の歴史
時期が下ると、目隠しチェスの記録も伸びていった。1900年には、ハリー・ピルズベリーがフィラデルフィアで20人を同時に相手にして目隠しチェスを行った。その少し後にはピルズベリーによって目隠しチェス15試合と目隠しチェッカー15試合を同時に行うという珍しい記録が達成された（目隠しチェッカーの同時記録は、28試合である）。次に記録を大きく伸ばしたのはチェコスロバキアのリカルド・レティとロシアの世界チャンピオンアレクサンドル・アレヒンであった。
1924年、アレヒンはニューヨークのアラマクホテルで、アイザック・カシュダンやハーマン・ステイナーを含む強者26人と同時に目隠しチェスを行い、16勝5敗5引分けであった。これは、恐らくこれまで開催された目隠しチェスのエキシビジョンの中で最強のものであった。翌年2月には、パリで1チーム4人の28チームを相手に行い、22勝3敗3引分けという結果であった。同年、レティはサンパウロで29人を相手にしてこの記録を更新した。
1934年7月16日、アレヒンはシカゴで32人を相手に同時に目隠しチェスをするという世界記録を樹立し、結果は19勝4敗9引分けであった。エドワード・ラスカーは、このイベントの審判を務めた。
20世紀の残りの期間において一般的に知られていた世界記録は、1937年9月20日にエディンバラでジョージ・コルタノウスキーが13時間で34試合を同時に行い、24勝10敗という記録であった。この記録はギネス世界記録にも掲載されていた。後に、ミゲル・ナイドルフとヤーノシュ・フレシュが記録更新を主張したが、コルタノウスキーの記録のような適切な監視を欠いていた。ナイドルフの最初の記録は、アルゼンチンのロサリオで、40人を相手にし、36勝3敗1引分けであった。彼は出身のポーランドから1939年のチェス・オリンピアードに参加するためアルゼンチンに渡り、ドイツ軍のポーランド侵攻を受けて同国に留まっていたため、祖国の家族に彼の生存を伝えるのに十分な注目を集めるためにこのイベントを行なった。1947年にはサンパウロでこの記録を45人に伸ばし、結果は39勝2敗4引分けであった。しかし、ナイドルフは棋譜を見ることができ、またボード当たり数名の対戦相手がいた（つまり一度に相手にした人数は少ない）と言われていたため、ギネスはこの記録を認めていない。コルタノウスキーは、このような条件なら100試合できると主張している。ただしナイドルフの記録を正当なものとしている情報源もある。ハンガリーのヤーノシュ・フレシュは1960年にブダペストで52人と対戦し、31勝18敗3引分けの成績を残してこの記録を破ったと主張した。しかし、フレシュは試合中に口頭で棋譜を確認することを許されており、さらに挑戦は約5時間という極めて短い時間で終わり、多くの短手数局が含まれていたと言われている。
1960年には、コルタノウスキーはサンフランシスコで1手10秒の目隠しチェスを56人の相手と連続で行った。9時間に渡って行われ、結果は50勝6敗であった。彼の得意技は目隠しナイトツアーである。

## 21世紀の24時間目隠しチェス記録
2010年にドイツのマルク・ラングはゾントハイムで35人と試合を行い、23時間で19勝3敗13引分けの記録を残して、欧州新記録を樹立した。
翌年2011年には、ラングが再びゾントハイムで46人を相手に25勝2敗19引分けの成績を収め、世界記録を更新した。

2016年12月3日、ティムール・ガレーエフはフィットネスバイクに跨って、目をマスクで覆い、48人とチェスを行って、35勝6敗7引分けであった。

## 健康への懸念
目隠しチェスは、競技力を高める方法として適度に推奨されてきたが、1930年にソ連では、健康被害の恐れがあるとして、同時目隠しチェスのエキシビジョンを公式に禁止した。ミハイル・ボトヴィニクも目隠しチェスに対して警告を行っている。目隠しチェスは、通常にチェスを行うよりも強い疲労感を覚えると報告されている。

## 心理学
目隠しチェスは、異常な視覚空間能力と記憶力を必要とすると考えられるため、心理学の分野で盛んに研究されてきた。1893年のアルフレッド・ビネーに始まり、チェスのグランドマスターであり心理学者でもあるルーベン・ファインの1965年の研究がこれに続き、最近の20年間には目隠しチェスの心理学実験を扱った科学論文が多数出ている。これらの研究は一般に、目隠しチェスに必要なのは、チェス選手が後天的に獲得した知識と、心の目で視覚空間的な操作を行なう能力の両方であることを示している。

## 近年の状況
今日では、一年中目隠しチェスの大会が開かれているが、その中で最も地位が高いのは、2011年までモンテカルロで開催されていたアンバー・チェストーナメントである。プレイヤーとしては、ウラジーミル・クラムニク、ヴィスワナータン・アーナンド、アレクセイ・シロフ、アレクサンドル・モロゼヴィッチ等が特に目隠しチェスが得意な名手として知られ、1996年から2007年までは、交互にアンバー・チェストーナメントで優勝していた。それまでは、レヴォン・アロニアンが3度優勝しており、2012年のスポーツアコードワールドマインドゲームズで行われた目隠しチェスのイベントでも優勝した。
エリオット・ハーストとジョン・ノットが2009年に著した『Blindfold Chess, History, Psychology, Techniques, Champions, World Records and Important Games』は、アメリカ合衆国チェス連盟等が主催したフレッド・クレーマー年間最優秀チェス書籍賞を受賞した。